# (35335) 1997 FU1
1997 أف يو 1 (ويعرف أيضًا باسم (35335) 1997 أف يو 1 وفق تسمية الكوكب الصغير) (بالإنجليزية: 1997 FU1)‏ هو كويكب ضمن حزام الكويكبات؛ وترتيبه 35335 من حيث الاكتشاف.
اكتُشف هذا الجُرم الفلكي بواسطة سبيس واتش في 30 مارس 1997.

## وصلات خارجية
- (35335) 1997 FU1 في قاعدة بيانات مختبر الدفع النفاث لأجرام النظام الشمسي الصغيرة

- الاكتشاف · مخطط المدار ·  العناصر المدارية · المعلمات المادية

- (35335) 1997 FU1 على موقع ويكي سكاي: DSS2, SDSS, GALEX, IRAS, Hydrogen α, X-Ray, Astrophoto, Sky Map, Articles and images